# Емма (фільм, 2020)
«Емма» (англ. Emma) — британський комедійно-драматичний фільм, який зняла режисерка Отем де Вайлд за сценарієм Елеонори Каттон  та який створений заоднойменним романом Джейн Остін.
Прем'єра фільму в Україні відбулася 5 березня 2020 року.

## Сюжет
Юна красуня Емма Вудхаус вважає, що добре знається на людських характерах і тому може виконувати роль свахи для своїх подруг і молодих людей. Вона відмовляє свою подругу, скромну дівчину Гарріет Сміт, виходити заміж за фермера і обирає для неї вікарія містера Елтона. Однак той закохується в саму Емму. Отримавши відмову, він виїжджає, а Гарріет Сміт залишається без нареченого. Потім Емма намагається звести Гарріет зі своїм новим знайомим — Френком Черчіллем.

## Акторський склад
- Аня Тейлор-Джой — Емма Вудхаус
- Джонні Флінн — Джордж Найтлі
- Міа Гот — Гарріет Сміт
- Білл Наї — містер Вудхаус
- Міранда Харт — міс Бейтс
- Джош О'Коннор — містер Елтон
- Каллум Тернер — Френк Черчілл
- Руперт Ґрейвз — містер Вестон
- Джемма Вілан — місіс Вестон
- Ембер Андерсон — Джейн Ферфакс
- Таня Рейнольдс — місіс Елтон

## Виробництво
Перші повідомлення про початок роботи над черговою екранізацією «Емми» Джейн Остін з'явилися в жовтні 2018 року: тоді стало відомо, що головну роль зіграє Аня Тейлор-Джой. У грудні 2018 року головна чоловіча роль, містера Найтлі, дісталася Джонні Флінну. Пізніше з'явилася інформація про результати кастингу на інші ролі. Режисером стала фотограф Отем де Вайлд, для якої це дебют в новій ролі.
Знімання фільму почали 18 березня 2019 року.

## Реліз
Прем'єра фільму в США відбудеться 21 лютого 2020 року, у Великій Британії — тижнем пізніше. В Україні — 5 березня 2020.